# Gloriana dentilinea
Gloriana dentilinea är en fjärilsart som beskrevs av John Henry Leech 1900. Gloriana dentilinea ingår i släktet Gloriana och familjen nattflyn. Inga underarter finns listade i Catalogue of Life.